# 利日尼亚克
利日尼亚克（法語：Liginiac，法語發音：[liʒinjak]）是法国科雷兹省的一个市镇，属于于塞勒区。

## 地理
利日尼亚克（45°24'55"N, 2°20'0"E）面积28.53 平方千米，位于法国新阿基坦大区科雷兹省，该省份为法国中南部省份，北起上维埃纳省和克勒兹省，西接多爾多涅省，南至洛特省，东临多姆山省和康塔爾省。
与利日尼亚克接壤的市镇（或旧市镇、城区）包括：圣皮埃尔、希拉克贝勒维、讷维克、圣玛丽拉帕努兹、塞朗东。

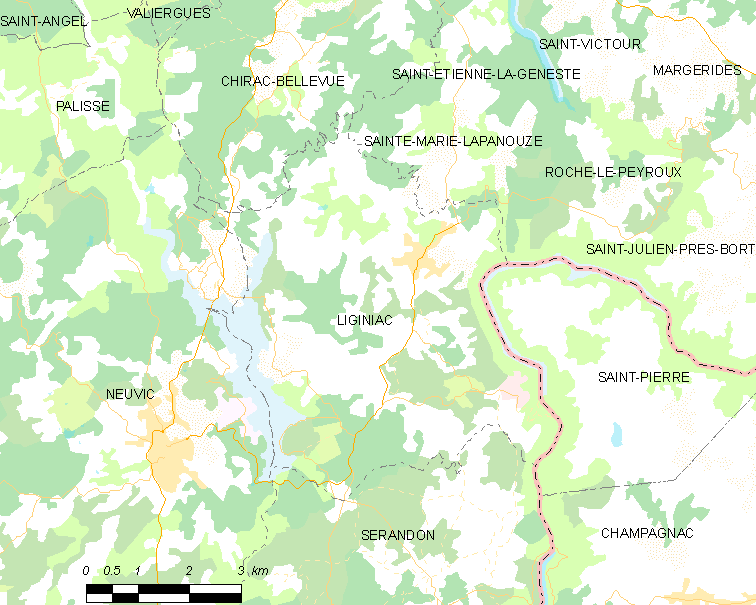
利日尼亚克的OSM定位图

利日尼亚克的时区为UTC+01:00、UTC+02:00（夏令时）。

## 行政
利日尼亚克的邮政编码为19160，INSEE市镇编码为19113。

## 政治
利日尼亚克所属的省级选区为上多尔多涅县。

## 人口

1962-2008年间利日尼亚克人口变化图示

利日尼亚克于2022年1月1日时的人口数量为657人。